# 全国協同伝道
全国協同伝道（ぜんこくきょうどうでんどう）は、大正時代の1914年から1917年までに行われた日本のプロテスタント諸教派による大規模な協力伝道である。日本のキリスト教伝道史における画期的な運動である。
1910年にエキュメニカル運動の出発点になったエディンバラ宣教会議のJ・R・モット大会議長が、大会の継続委員会の委員長に就任する。さらに、1913年に来日して継続委員会を基礎に、日本の協会協力組織の日本基督教会同盟と海外の宣教団体（ミッション）の国際的な協力機関を作る。
これらの国際的支援のもとに、3年間にわたり全国規模の協力伝道が開始された。委員長には明治学院第2代目院長井深梶之助、東部長は東京在住の日本基督教会富士見町教会牧師の植村正久、西部長は大阪在住の日本組合基督教会日本基督教団大阪教会牧師の宮川経輝になった。
各教派の代表的な伝道者が動員され、全国の都市から町村まで、おびただしい伝道集会、女学生大会、映画伝道、婦人大会、会社店大会、教育者大会、禁酒大演説、学生大会、矯風大会、実業者大会、名士招待会などが開かれた。